# Zygodon podocarpi
Zygodon podocarpi är en bladmossart som beskrevs av C. Müller och Nicolajs Malta 1926. Zygodon podocarpi ingår i släktet ärgmossor, och familjen Orthotrichaceae. Inga underarter finns listade i Catalogue of Life.